# ハウスリンクマネジメント
ハウスリンクマネジメント株式会社（House Link Management かぶしきがいしゃ）は、東京都武蔵野市に本拠を置く不動産会社である。特に収益不動産に特化した不動産の売買・仲介、賃貸管理などを行っている。

## 概要
自身が不動産投資家であり、不動産投資に関する著書もある菅谷太一により、2014年に創設される。主に収益不動産を取り扱い、不動産の売買・仲介、賃貸管理、リフォーム、液化石油ガスの販売などを行う。
自社再生物件「ポルシェシリーズ」や、一般的なワンルームアパートに比べて約40%、軽量鉄骨メーカーのワンルームアパートと比較し、約20％程度建築費用を抑えたローコスト新築アパート「カインドネスシリーズ」を主力商品とし、不動産仲介業者への営業にも注力することで空室リスクを抑制するなどの手法により、業績を伸ばす。通常の投資家が見向きもしないような老朽化したマンション、アパート、ビルなどを自社で取得しリノベーションし、入居者を入れて満室にした状態で富裕層の投資家に収益不動産として販売する。管理方式は駅前に仲介店舗を出さないPM（プロパティマネジメント）方式で、首都圏の1都3県に限定している。
同社の特徴は、不動産投資は株式投資などのような短期投機ではなく、中長期的な運用（インベストメント）であると捉え、保有期間中の収益の最大化を目標として、購入時だけではなく将来的に高値で売却するための出口戦略（売却）まで見据えての総合的なアドバイスを行っている点である。こうした投資家の側に立った提案は、菅谷自身のサラリーマン時代よりの不動産投資家としての体験に基づいたものである。
代表者の菅谷太一は、自らを「収益不動産のよろず屋的存在」と呼んでいる。

## 沿革
- 2014年（平成26年） 
  - 2月14日、東京都八王子市にて、菅谷太一がハウスリンクマネジメント株式会社設立（資本金3,000,000円）。
  - 8月1日、サッカークラブSC相模原のスポンサーに就任。
- 2015年（平成27年） 
  - 4月22日、資本金を12,000,000円に増資。
  - 7月25日、本店を武蔵野市吉祥寺本町1-21-2-208に移転。
- 2016年（平成28年）
  - 2月12日、資本金を20,000,000円に増資。
  - 6月10日、幻冬舎より『不動産投資は土地値物件ではじめなさい』（菅谷太一著）を出版。
  - 11月15日、関連会社としてハウスリンクコミュニティー株式会社設立。
- 2017年（平成29年） - 2月6日、資本金を35,000,000円に増資。
- 2018年（平成30年） 
  - 6月8日、ハウスリンクホーム株式会社設立。
  - 9月26日、株式会社エコベンを吸収合併。
  - 12月4日、幻冬舎より『人口減少時代を勝ち抜く 最強の賃貸経営バイブル』出版。
- 2019年（令和元年） - 5月9日、ハウスリンクコミュニティー株式会社をハウスリンクマネジメント株式会社 賃貸管理部に名称変更。
- 2020年（令和2年） - 4月より新型コロナウィルス感染拡大に伴い、売上の一部（売買額の1％、最低額50万円）の東京都への寄付を開始[8]。
- 2023年（令和5年） - 7月、本社を東京都千代田区丸の内2丁目3番2号に移転。

## マスメディア

### テレビ
- 2019年8月18日『りえ＆たいちのカイシャを伝えるテレビ#79 ハウスリンクマネジメント株式会社』[2]